# Бурауи, Нина
Ясмина «Нина» Бурауи (араб.  نينا بو راوي‎, фр. Yasmina "Nina" Bouraoui; род. 31 июля 1967, Рен) — французская писательница и автор песен.

## Биография
Нина Бурауи родилась в семье алжирца и француженки. Первые 13 лет своей жизни она провела в Алжире до своего внезапного возвращения во Францию. Как она позже писала в романе Gargon manque, их смешанная семья не чувствовала себя как дома в постколониальном Алжире, а возрастающая расовая напряженность, выражающаяся в вербальном и физическом насилии над её матерью, в итоге поспособствовала решению семьи вернуться во Францию. Позже Бурауи жила в Цюрихе и Абу-Даби, а затем снова вернулась во Францию, чтобы поступить в университет в Париже, где она живёт по сей день.

### Творчество
Писательская карьера Нины Бурауи началась в 1991 году с романа La Voyeuse interdite, в котором описывается жизнь молодой девушки Фихрии, выросшей в Алжире в консервативной исламской семье. Книга сразу обрела успех и в том же году получила награду prix du Livre Inter.
В течение последующих семи лет Бурауи опубликовал ещё три романа, главные герои которых — асоциальные персонажи, подвергающиеся жестокому обращению: Poing mart (1992) описывает грозную и суровую старуху, которая живёт и работает на кладбище, Le bal des murenes (1996) рассказывает о тревожных взаимоотношениях болезненного мальчика и его жестокой матери, разворачивающихся в доме, который использовался как камера пыток в военное время, роман L’age blesse (1998) повествует о живущей в лесу старухе-отшельнице, которая вспоминает свою жизнь через прерывистый диалог со своим более молодым «я». Темы насилия и презрения доминируют в ранних работах Бурауи: героев этих романов преследует чувство опасности и мучений, которое они познали, живя на периферии общества.
После первых четырёх произведений в творчестве Бурауи наступает переломный момент.
В 1999 году творчество Нины Бурауи претерпевает сдвиг от мрачных и тревожных произведений к познанию своего собственного «я», которое отражается в серии самореферентных текстов.
Первый из них, Le jour du seisms (1999), это лирическое произведение, действие которого происходит на родине автора. В нём писательница переосмысливает влияние разрушительного землетрясения, произошедшего в Алжире в 1980 году, как на её страну, так и на её жизнь.
В течение последующих пяти лет Бурауи опубликовала три работы, в которых непосредственно описываются события её детства и юности: Gargon manque (2000), La vie heureuse (2002) и Poupee bella (2004).

Следующая публикация, Mas mauvaises pensees, стала самой успешной работой Бурауи, получившей в 2005 году премию Ренодо. Роман представляет собой запись бесед с психоаналитиком о семье, личной жизни и гомосексуальности. Сама писательница определила свой опус как «долгое, в 300 страниц, признание в любви — к жизни, к Алжиру и Франции, к творчеству».
После Mas mauvaises pensees, Бурауи ненадолго отошла от написания автобиографий и опубликовала роман Avant les hommes 2007 года — короткое произведение, рассказывающее историю Джереми, одинокого молодого человека, который пытается смириться со своей гомосексуальностью.
В 2008 году вышла 11 книга Нины Бурауи, Appelez-moi par man prenom, о зарождающейся страсти между парижской писательницей и её поклонником — юным студентом художественной академии, с которым она знакомиться на презентации своей книги в Швейцарии.
Следующий текст Бурауи, Nos baisers sont des adieux (2010), состоит из фрагментов воспоминаний о людях, местах и предметах, повлиявших на жизнь автора.
В романе Sauvage (2011) местом повествования снова после многолетнего перерыва становится Алжир. В центре сюжета четырнадцатилетняя девочка Али, которая переживает внезапное исчезновение своего лучше друга Сами.
В 2018 году вышел автобиографичный роман Tous les hommes désirent naturellement savoir, который стал первой книгой Нины Бурауи, переведённой на английский язык. На английском языке роман вышел под названием All Men Want to Know.
Помимо этого, Нина Бурауи является автором песен группы Les Valentins и таких исполнителей, как Селин Дион, Гару и Шейла.

## Песни
- La Nuit De Plein Soleil группы Les Valentins,
- Immensité и Les paradis певицы Селин Дион,
- Un nouveau monde певца Гару,
- Une arrière-saison певицы Шейлы.

## Награды
- Приз Эммануэля Роблеса (фр. Prix Emmanuel Robles) (1991) — за La Voyeuse interdite
- Премия "Интеркнига" (фр. Prix du Livre Inter) (1991) — за La Voyeuse interdite
- Премия Ренодо (фр. Prix Renaudot) (2005) — за Mas mauvaises pensees
- Орден Искусств и литературы (фр. Ordre des Arts et des Lettres)